# 증산중학교 (서울)
증산중학교(繒山中學校)는 대한민국 서울특별시 은평구 증산동에 있는 공립 중학교이다.

## 학교 연혁
- 1986년 1월 29일 : 증산중학교 설립 인가(36학급)
- 1986년 3월 1일 : 김종섭 초대 교장 취임, 제1회 신입생 입학식(남 8학급, 여 4학급)
- 1986년 4월 17일 : 개교식
- 1986년 9월 14일 : 교사 증축(보통교실 13, 도서실 1)
- 1989년 2월 14일 : 제1회 졸업식 및 교훈비 제작
- 2005년 11월 9일 : 정보교육관 개관
- 2018년 9월 1일 : 제11대 이우용 교장 취임
- 2022년 1월 28일 : 제34회 졸업식 88명 졸업(남 49명, 여 39명) 총 11,116명
- 2022년 3월 2일 : 제37회 신입생 입학 117명(남 63명, 여 54명)

## 갤러리

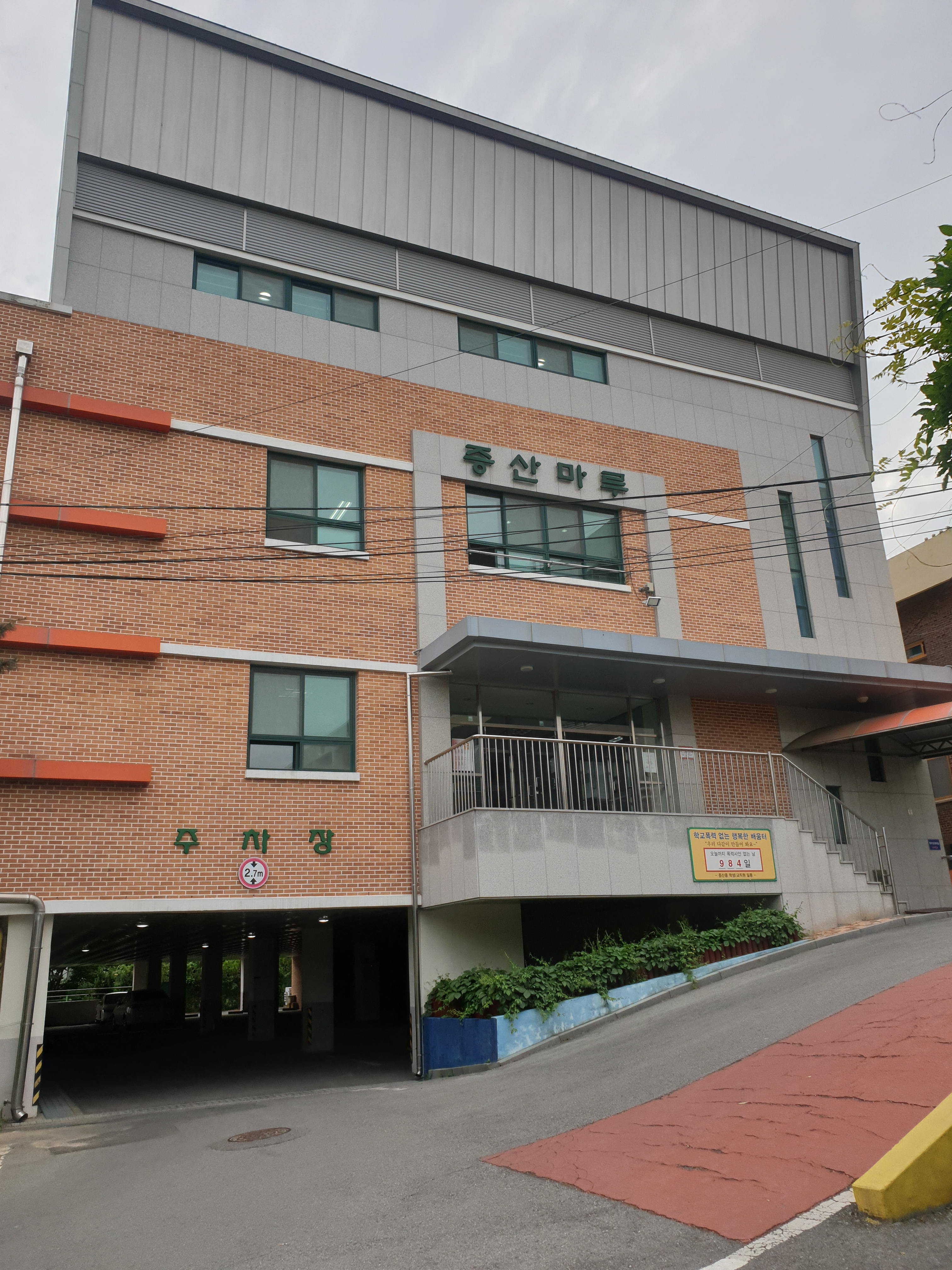
증산중학교 증산마루
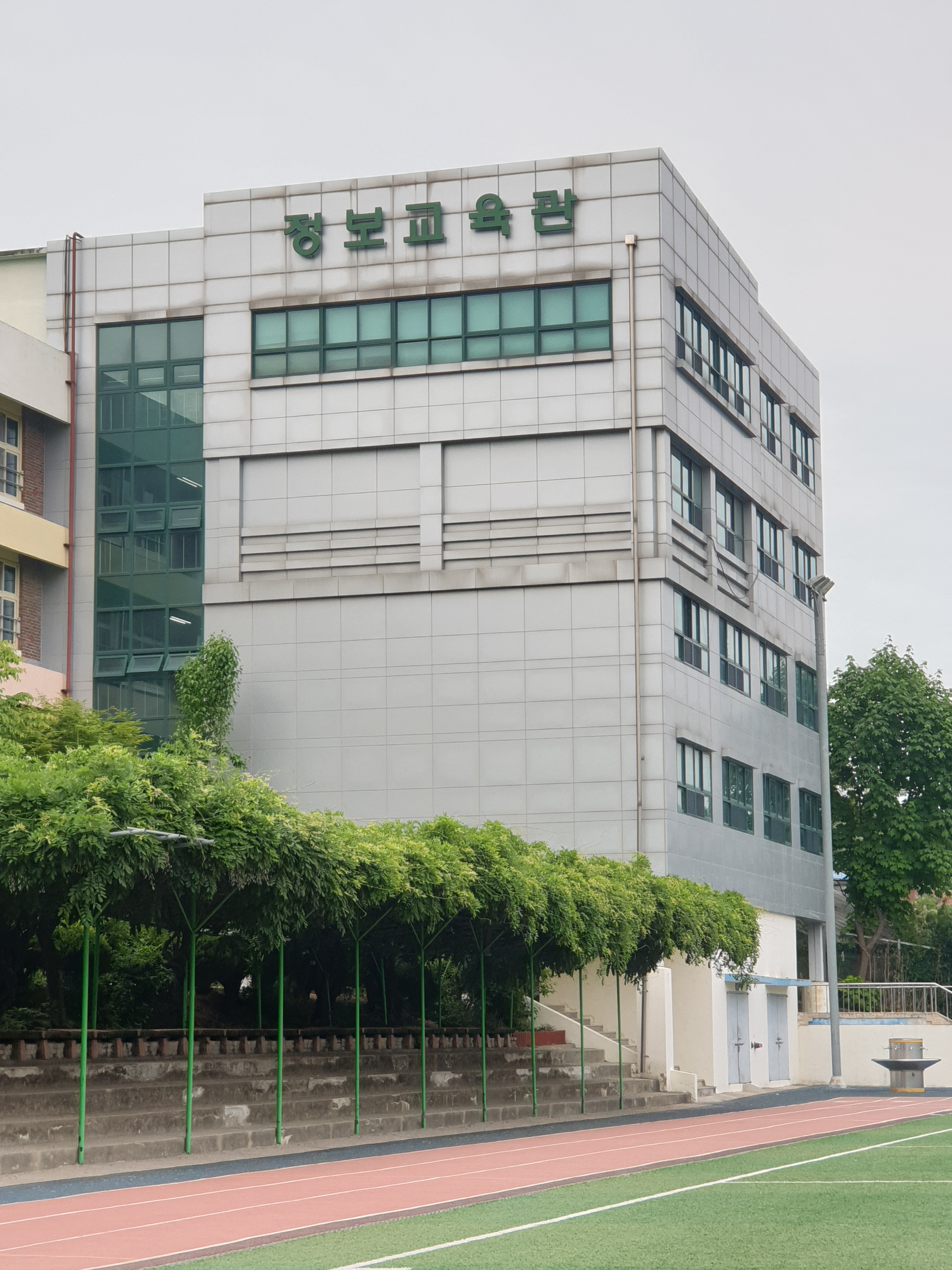
증산중학교 정보 교육관
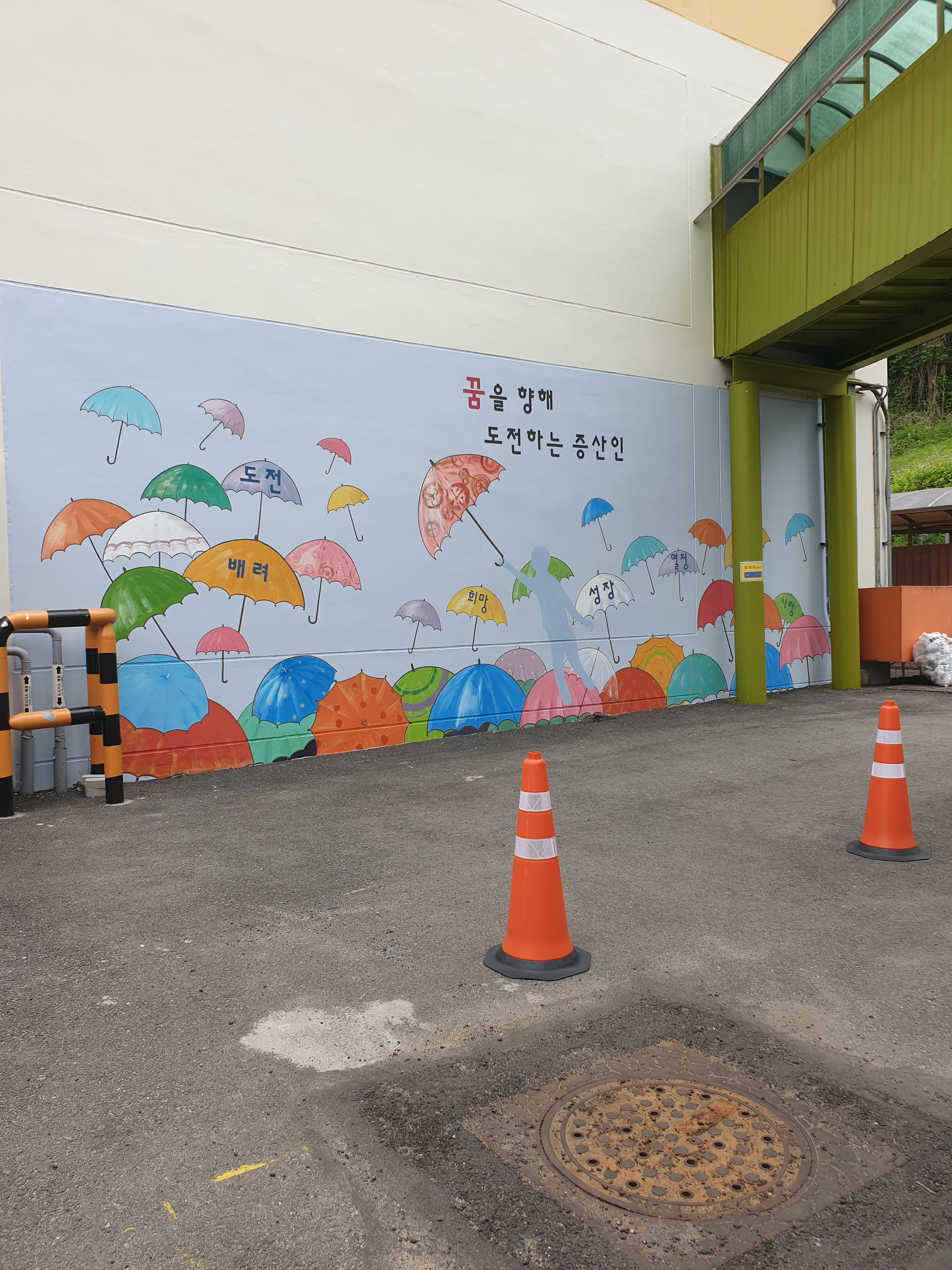
증산중학교 벽화
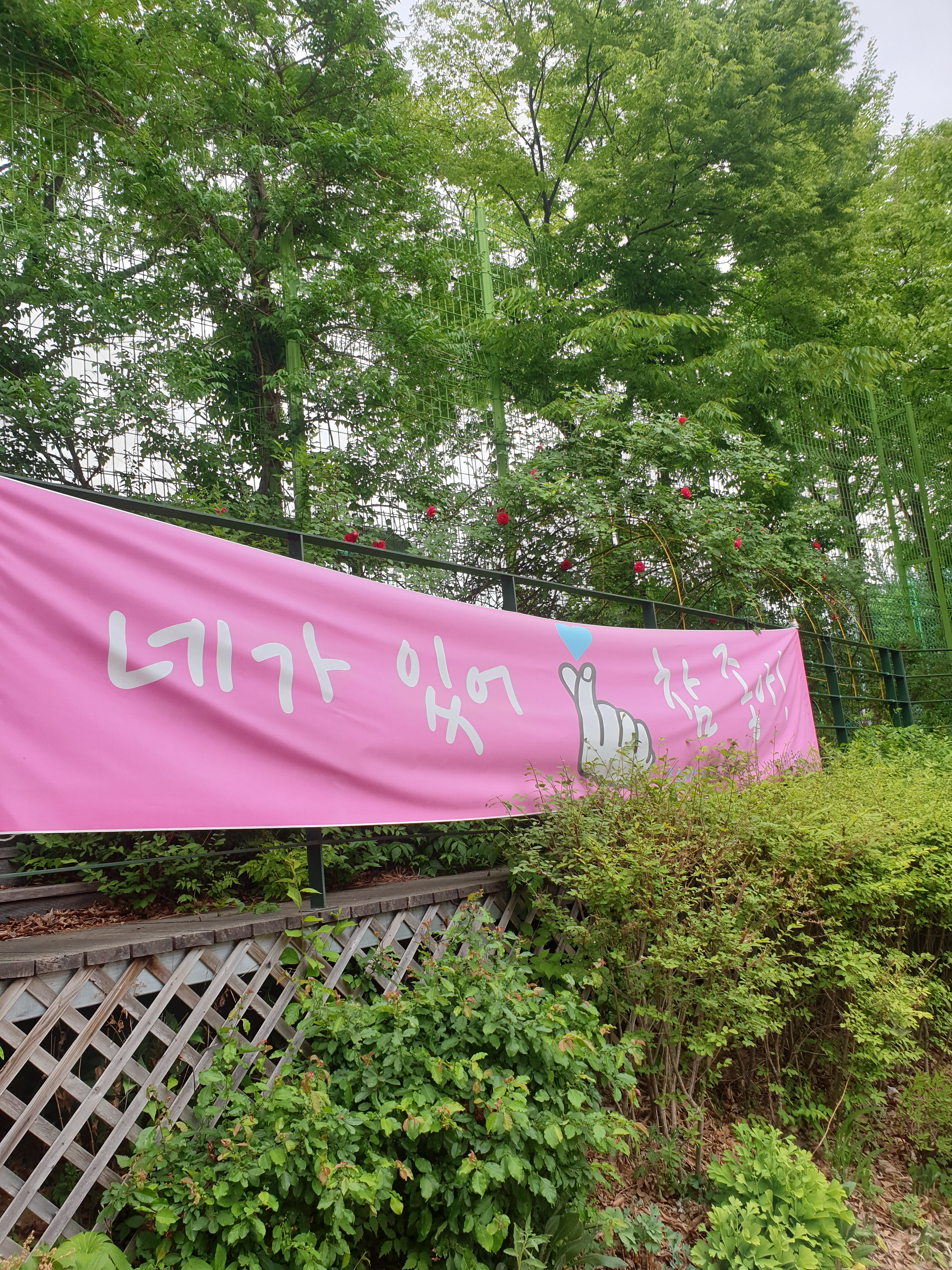
증산중학교 산책길
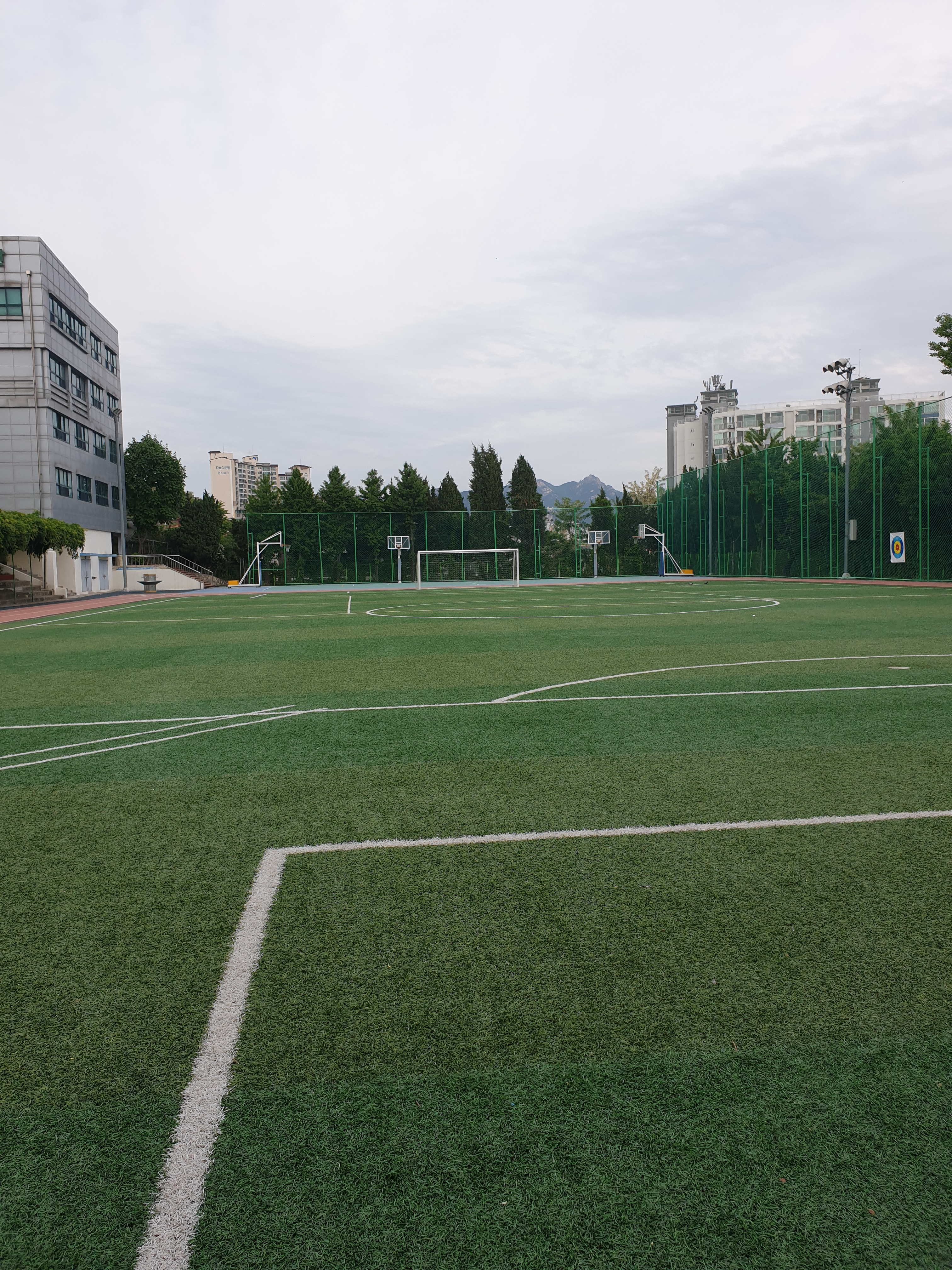
증산중학교 운동장
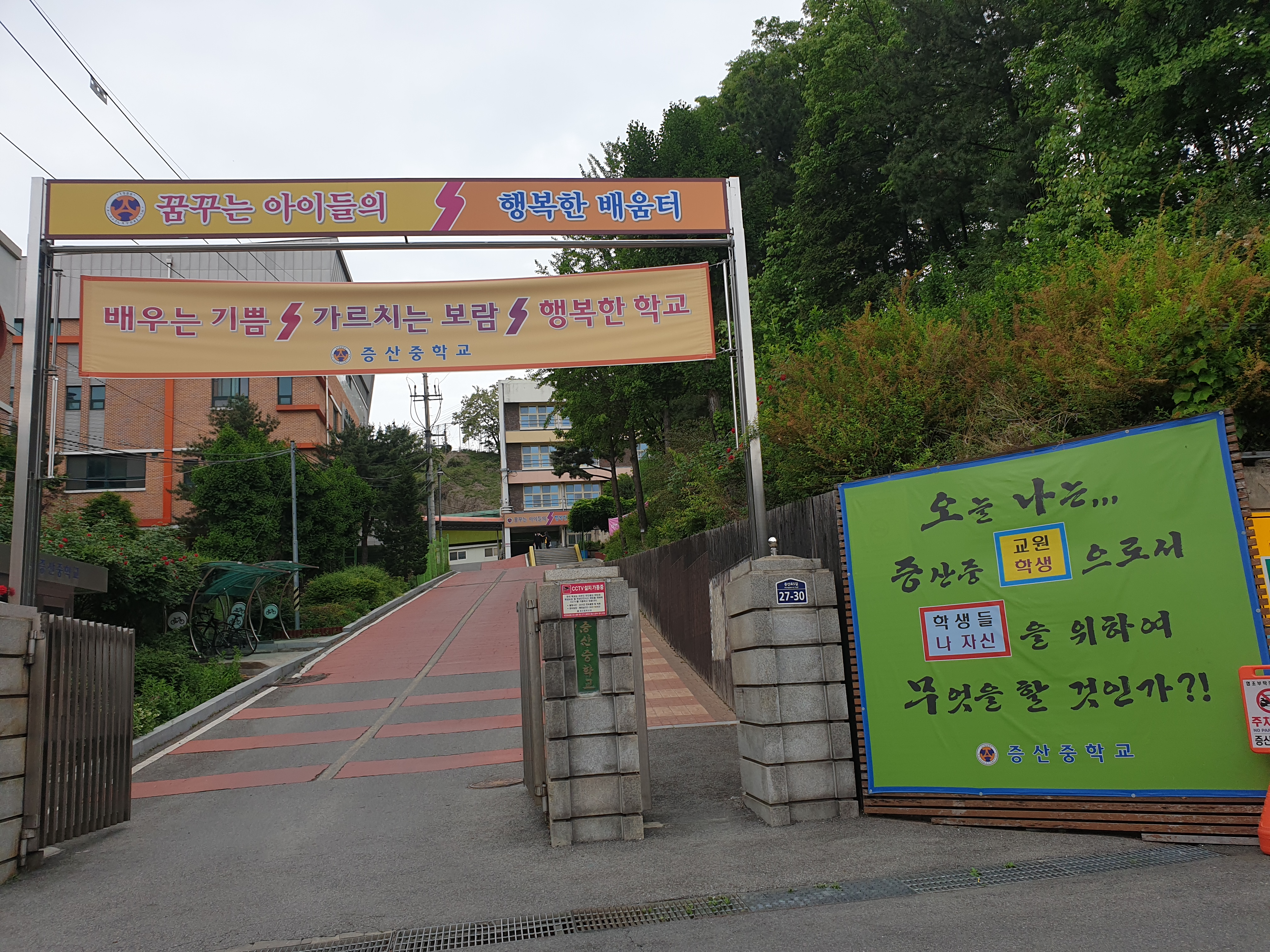
증산중학교 교문

## 참고 자료
- 증산중학교 - 한국교육학술정보원 학교알리미